# Toca Stereo
Toca Stereo es una cadena de radio colombiana propiedad de la empresa TOBÓN CAMELO y afiliada a la Organización Radial Olímpica.

## Historia
Toca Stereo inició sus transmisiones en 1989 en Fusagasugá, enfocándose en ofrecer música popular y entretenimiento para el público colombiano. A lo largo de los años, la emisora se ha convertido en una de las favoritas de los oyentes gracias a su mezcla de géneros musicales y la interacción directa con sus seguidores.
En sus primeros años, Toca Stereo comenzó como una emisora local, pero con el tiempo, expandió su alcance gracias a la transmisión en línea a través de su página web oficial Toca Stereo. Actualmente, es escuchada tanto en Colombia como en otros países por colombianos en el exterior. Hoy cuenta con 4 frecuencias a nivel nacional, en los departamentos de Cundinamarca, Boyacá, Tolima y en Bogotá. 
En 2010, comenzó a ser emisora afiliada a Caracol Radio, luego en 2019 pasa a formar una alianza con Radiópolis de William Vinasco Ché.
En 2018, dejó de emitirse en Medellín en la frecuencia 89.9 FM. Siendo reemplazada por Mix de la O.R.O.
Actualmente Toca Stereo 105.3 FM es la emisora más escuchada en municipios del centro del país como Fusagasugá, Pasca, Silvania, Arbeláez Melgar, Girardot, Tocaima, Espinal, Ibagué, La Mesa, Anapoima y muchos más

## Frecuencias
- Bogotá Capital Radio (HJCA - 1250 AM) Afiliada.
- Fusagasugá (HJB42 - 105.3 FM).
- Mariquita (HJP99 - 99.5 FM).
- Sogamoso (HJI21 - 96.1 FM).

## Frecuencias anteriores
- Medellín (HJRT - 89.9 FM). Hasta 2018, siendo reemplazada por Mix de la O.R.O.